# Сосиас, Хорхе
Хо́рхе Луи́с Альбе́рто Соси́ас Тусе́т (исп. Jorge Luis Alberto Socías Tuset; 6 октября 1951, Сантьяго) — чилийский футболист и футбольный тренер. Выступал на позиции полузащитника. Участник чемпионата мира 1974, где принял участие в одном матче сборной Чили.

## Карьера

### Клубная
Хорхе Сосиас дебютировал в составе «Универсидад де Чили». На протяжении последующих 12 сезонов Сосиас являлся основным игроком клуба, сыграв более 400 матчей и забив 80 голов. Однако за всё это время Сосиас выиграл лишь один трофей Кубок Чили 1979 года.

### В сборной
В сборной Чили Сосиас дебютировал 24 апреля 1974 года в товарищеском матче со сборной Гаити, завершившимся со счётом 1:0. В составе сборной Сосиас принял участие в чемпионате мира 1974 года. Своё последнее выступление за сборную Сосиас сделал в товарищеском матче против сборной Бразилии 24 июня 1980 года, тот матч чилийцы проиграли со счётом 1:2. Всего же за сборную Сосиас сыграл 4 официальных матча.
| № | Дата           | Соперник | Счёт | Голы | Турнир              |
| 1 | 24 апреля 1974 | Гаити    | 1:0  | -    | Товарищеский матч   |
| 2 | 26 апреля 1974 | Гаити    | 0:0  | -    | Товарищеский матч   |
| 3 | 18 июня 1974   | ГДР      | 1:1  | -    | Чемпионат мира 1974 |
| 4 | 24 июня 1980   | Бразилия | 1:2  | -    | Товарищеский матч   |

Итого: 4 матча; 1 победа, 2 ничьих, 1 поражение.

### Тренерская
В 1994 году Сосиаса назначили главным тренером «Универсидад де Чили», и в этом же году он привёл клуб к первому месту в чемпионате Чили, что до этого в последний раз случалось 25 лет назад. В следующем году Сосиас вместе с клубом повторил своё достижение, после чего покинул пост главного тренера. Помимо этого в чемпионские годы Сосиаса признавали лучшим тренером Чили.

## Достижения

### Командные
«Универсидад де Чили»
- Серебряный призёр чемпионата Чили: 1980
- Бронзовый призёр чемпионата Чили (5): 1972, 1976, 1981, 1982, 1983
- Обладатель Кубка Чили: 1979

### Тренерские
«Универсидад де Чили»
- Чемпион Чили (2): 1994, 1995

 «Эвертон» (Винья-дель-Мар)
- Победитель Второго дивизиона Чили: 2003

### Личные
- Лучший тренер Чили (2): 1994, 1995